# Lothar Späth
Lothar Späth (16 tháng 11 năm 1937 ở Sigmaringen – 18 tháng 3 năm 2016 ở Stuttgart)  là một chính trị gia người Đức thuộc đảng (CDU) và Tổng giám đốc điều hành. Từ năm 1978 đến 1991, ông là Thủ hiến của Baden-Württemberg. Từ 1991 ông là Tổng giám đốc điều hành Jenoptik tới 2003 và từ 2005 Tổng giám đốc điều hành nhà băng đầu tư Merrill Lynch tại Đức và Áo.